# Couleuvrine
 (avril 2017).

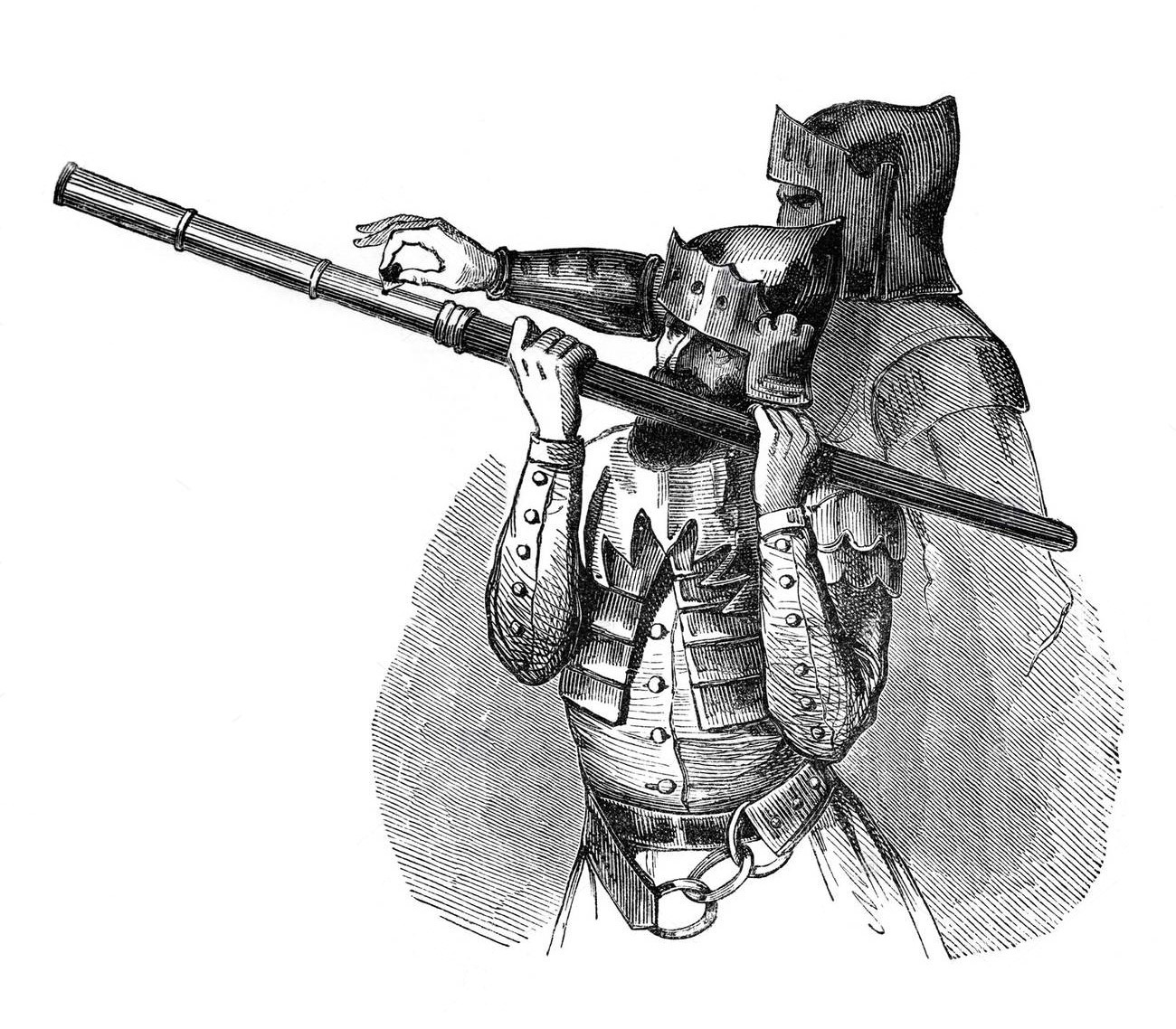
Tir d'une couleuvrine, dite à main. Gravure du XIXe siècle d'après la tapisserie de l'église Notre-Dame-de-Nantilly de Saumur (XVe siècle).

La couleuvrine, qui désigne à l'origine un canon à main ancêtre de l'arquebuse et du mousquet, est une petite pièce d'artillerie à canon long de la fin du Moyen Âge et de la Renaissance qui tire des boulets (de pierre ou de métal). Les projectiles sont tirés avec une vitesse à la bouche élevée, ce qui leur confère une trajectoire allongée et une portée appréciable.

## Le canon à main

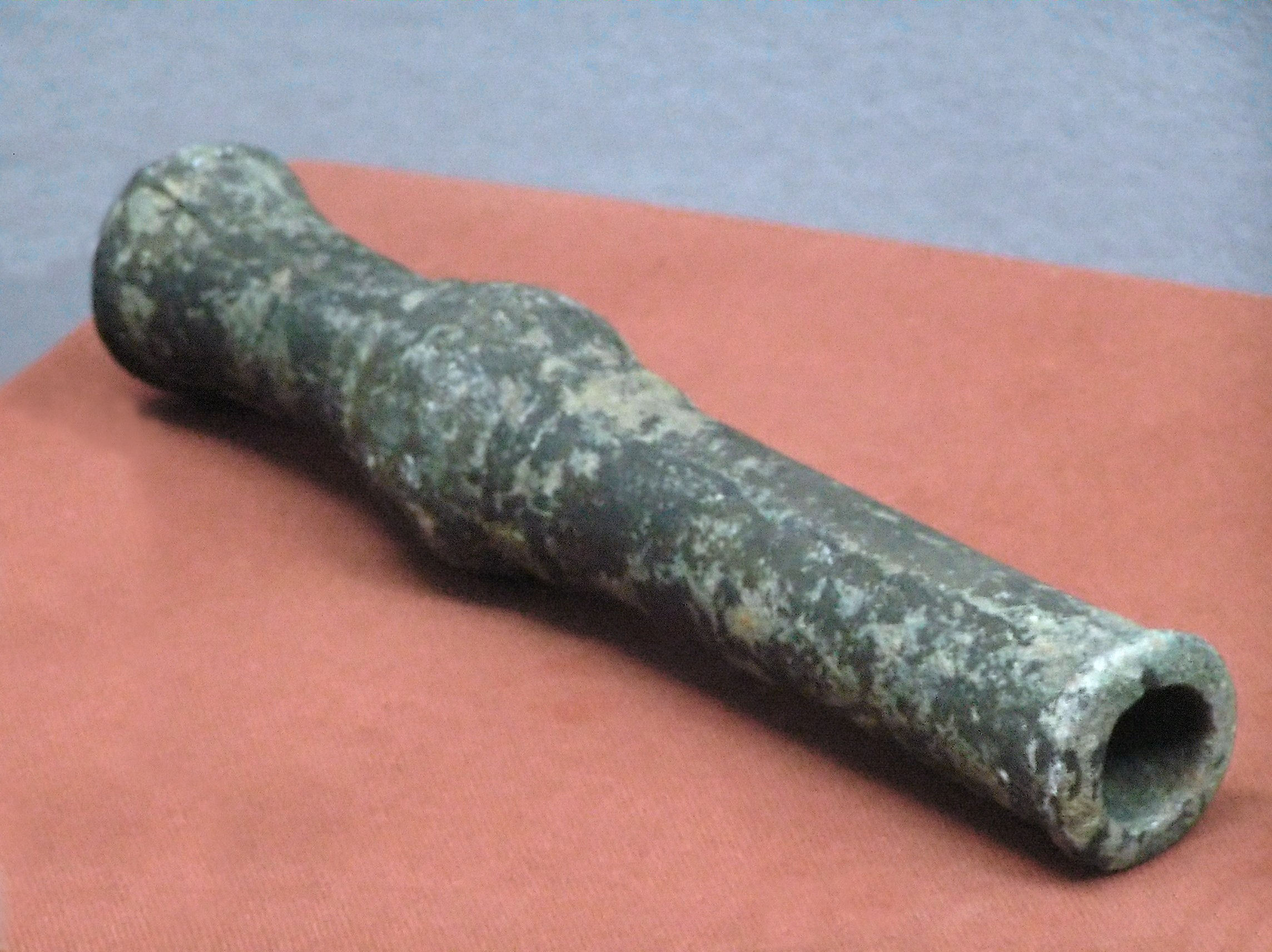
Canon à main de la dynastie Yuan.

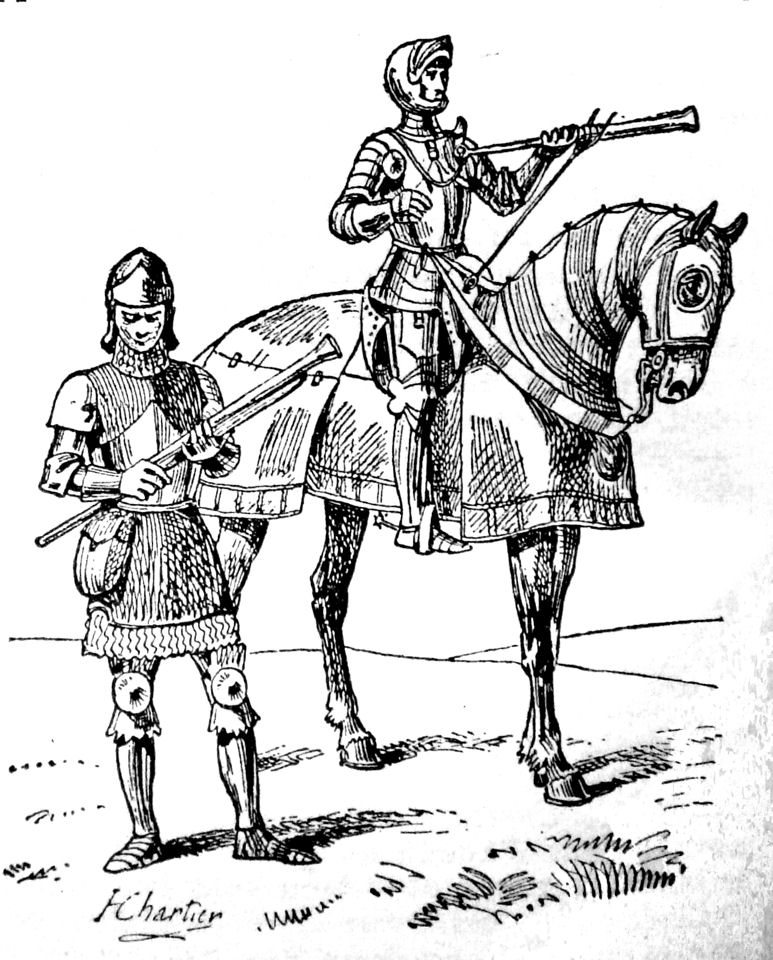
Couleuvrines à main (ancêtre de l'arquebuse).

Les Sino-Mongols de la dynastie Yuan (1271 — 1368) utilisaient déjà des canons à main, qui sont attestés à partir de la fin de la dynastie, en 1332. La dynastie Ming (1368 — 1644), continue à les utiliser et perfectionne le principe en créant le mousquet, plus léger et maniable et qui fut probablement l'un des éléments de sa victoire sur les Mongols.
La première attestation de couleuvrine, c'est-à-dire de canon à main semi-portatif, date de 1428 au siège d'Orléans par les troupes anglaises. Le journal d'Orléans, vraisemblablement contemporain, indique qu'un canonnier lorrain, maître Jean, aurait importé dans la ville cette arme considérée alors comme nouvelle. À la fin du siège, il y a sept ou huit couleuvriniers dans Orléans, puis cette arme se développe abondamment dans l'espace français.
Sa forme d'origine est un simple tube de fer à canon lisse ou cerclé de fer, fermé à une extrémité excepté pour une ouverture appelée lumière. Les premiers modèles reposent sur un pied, un trépied, ou un bâton, et doivent être mis en place avant de pouvoir tirer. Puis le canon à main s’utilise inséré dans une pièce en bois arrondie pour pouvoir être tenu sous le bras. Le tube est chargé avec des billes de plomb et de la poudre (l'invention de la couleuvrine est également une évolution dans la composition de la poudre, qui dépasse alors pour la première fois 40 % de salpêtre) ; on tire en insérant un fil chauffé dans la lumière. Les modèles plus avancés ont une dépression en forme de cuillère, appelée bassinet, au bout de la lumière : une petite charge de poudre y est placée et mise à feu en y appliquant une petite mèche à combustion lente. Celle-ci, consistant en un bout de corde trempé dans une solution de nitrate de potassium et ensuite séché, brûle sans prendre feu et ne s'éteint pas. La charge de poudre dans le bassinet, difficile à allumer, est fréquemment affectée par l'humidité ambiante et fait parfois long feu.

## Le canon de campagne

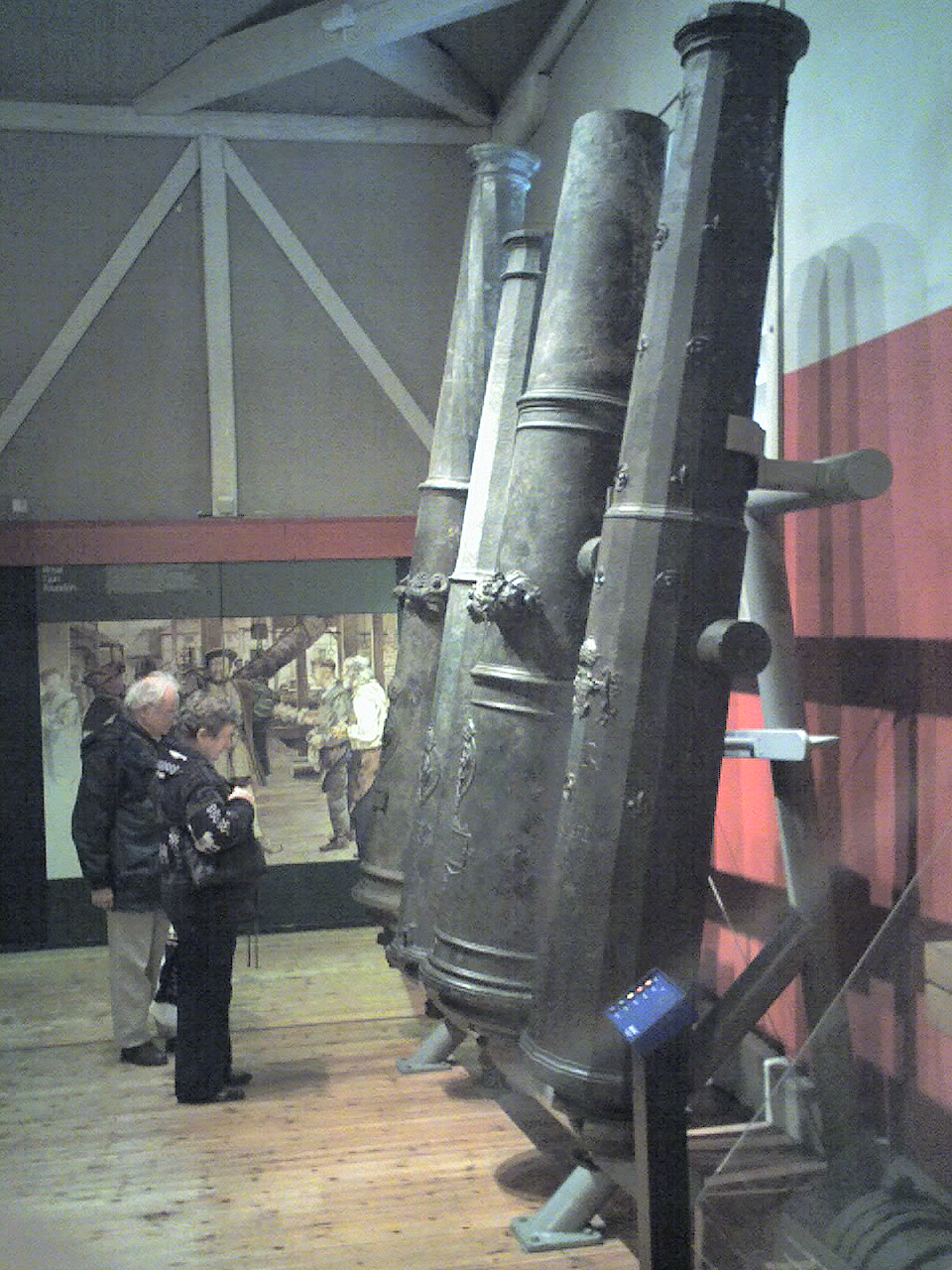
Couleuvrine et demi-canons exposés au musée maritime de Portsmouth (Angleterre).

La couleuvrine, apparue en France au XVe siècle, est à l'origine du surnom des Cussétois : les « chiens verts » ; la légende veut que Charles VII ait désigné les canons à son fils, le futur Louis XI, en lui disant qu'ils étaient ses fidèles chiens verts… puisque le bronze verdit avec le temps.
Concrétisant tardivement la volonté du roi Henri II visant à fixer le nombre de calibres en 1550, un édit rendu à Blois en 1574 règlemente l'artillerie française sous la conduite de Jean d'Estrées. Sont alors définis trois types de couleuvrines :
- grande couleuvrine de 16 livres (calibre 130 mm) ;
- couleuvrine bâtarde de 7,5 livres (calibre 100 mm) ;
- couleuvrine moyenne de 3 livres (calibre 80 mm).

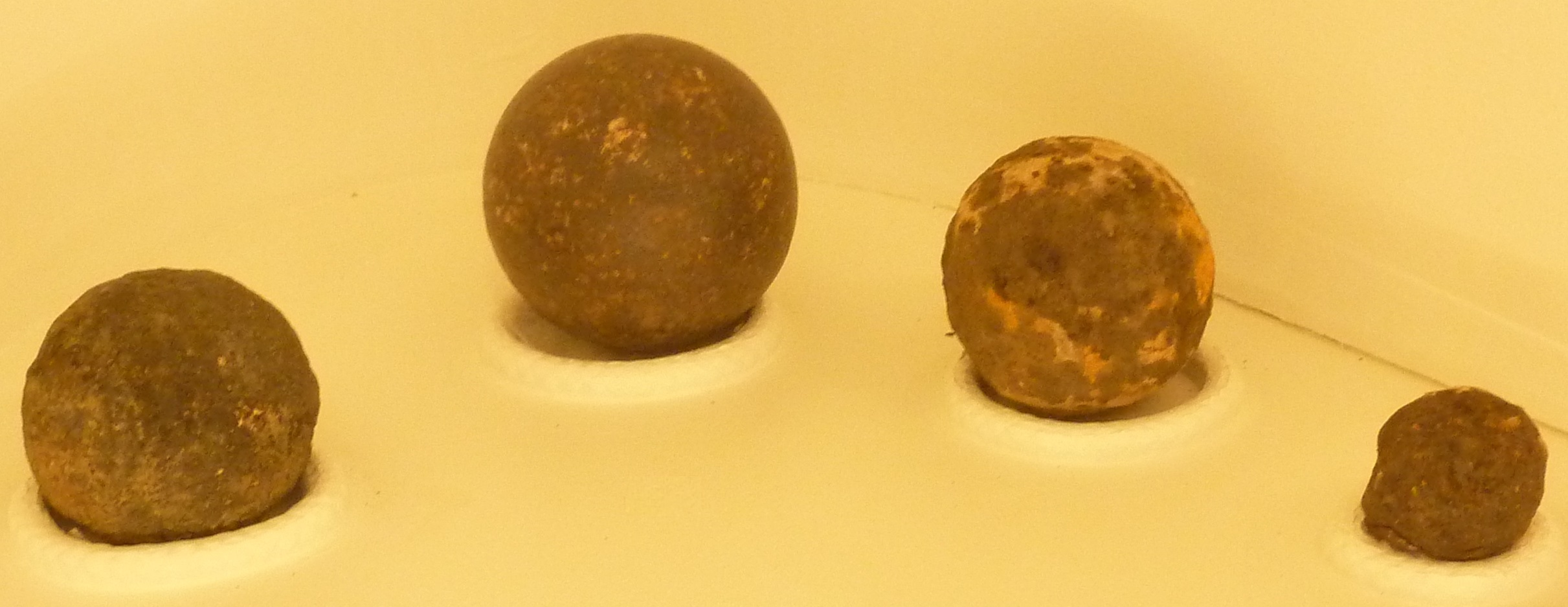
Boulets de canon et de couleuvrine trouvés dans les ruines de l'ancienne abbaye de Landévennec (datant probablement du XVIe siècle).

Les Anglais firent de la couleuvrine une arme embarquée sur les navires à la fin du XVIe siècle, pour bombarder les places assiégées. Ils distinguèrent eux aussi plusieurs gammes de couleuvrines :
- la couleuvrine extraordinaire, d'un calibre de 5 ¹⁄₂ pouces (140 mm), d'une longueur de 32 calibres (soit 13 pieds, ou 3,96 m), et d'un poids de 4 800 livres (2 400 kg). La charge était de 12 livres de poudre, ce qui permettait de tirer un boulet de 5 ¹⁄₄ pouces de diamètre (135 mm) et d'un poids de 20 livres (10 kg) ;
- la couleuvrine ordinaire, d'un calibre de 5 ¹⁄₂ pouces également et longue de 12 pieds (3,70 m), pesait 4 500 livres (2,25 tonnes) et tirait un boulet de 17 livres 5 onces (8,5 kg) ;
- la petite couleuvrine avait un calibre plus réduit, de 5 pouces (127 mm). Longue de 12 pieds, elle pesait tout de même 4 000 livres (2 t), et tirait des boulets de pouces 3 ¹⁄₄ de diamètre, pesant 6,700 kg[2] ;
- la couleuvrine moyenne, ou demi-couleuvrine, d'un calibre de 115 mm, tirant des boulets de 10 livres (4,54 kg) ;
- la couleuvrine bâtarde d'un calibre de 102 mm, tirant des boulets de 7 livres (3,175 kg).

Comparée à la baliste, la couleuvrine, en tant que pièce d'artillerie de campagne, effectuait des tirs à trajectoire plus stable, les boulets de fer étant plus lourds. En outre, la propulsion à poudre augmentait la portée de l'arme. On a mesuré, sur une reconstitution de couleuvrine extraordinaire, une vitesse à la bouche de 408 m/s, et, sous hausse minimum, une portée de 450 m.

## Dans la culture populaire
- Cette arme donne son titre à un roman de Michel Tournier paru en 1994, La Couleuvrine.
- Dans le jeu vidéo Age Of Empires III, la couleuvrine est une pièce d'artillerie pouvant être produite par la plupart des civilisations.
- La rue de Serpents à Châtenois (Alsace) tient son nom des couleuvrines autrefois installées là pour la défense du bourg.